# Anwar al-Awlaki
Anwar al-Awlaki, arab. أنور العولقي (ur. 22 kwietnia 1971 w Las Cruces w Stanach Zjednoczonych, zm. 30 września 2011 w Marib w Jemenie) – radykalny duchowny islamski, lider Al-Ka’idy Półwyspu Arabskiego.

## Życiorys
Al-Awlaki urodził się w USA i posiadał amerykańskie obywatelstwo. Syn Nassera al-Awlakiego, Jemeńczyka, który kształcił się w USA. Do rodzimego kraju powrócili w 1978. Anwar al-Awlaki przeprowadził się ponownie do USA w 1991. Podjął wówczas inżynierskie studia licencjackie na uniwersytecie stanu Kolorado. Następnie na uniwersytecie w San Diego rozpoczął studia magisterskie z zakresu edukacji. Przed zamachami z 11 września 2001 rozpoczął prace nad swoim doktoratem, których nie udało mu się zakończyć. W czasie studiów pełnił funkcję wiceprzewodniczącego fundacji charytatywnej, której założycielem był jemeński szejk Abdul Madżid al-Zindani. Al-Zindani znał Usamę ibn Ladina, przez co poglądy al-Awlakiego uległy radykalizacji. Pełnił także funkcję imama w Centrum Islamskim Dar al-Hidżra w Falls Church w amerykańskim stanie Wirginia. Do 2002 mieszkał w USA, następnie na dwa lata przeprowadził się na Wyspy Brytyjskie. Od 2004 przebywał w Jemenie. Został tam liderem siatki Al-Ka’idy na Półwyspie Arabskim. 
W 2008 napisał list, w którym popierał radykalną somalijską bojówkę Al-Szabaab, walczącą podczas somalijskiej wojny domowej. W styczniu 2009 al-Awlaki wydał esej pt. 44 sposoby wspierania dżihadu. Jest to zbiór wskazówek sympatyzujących z ruchem dżihadu. Odpowiedzialny za kilka ataków na USA. Inspirator masakry w Fort Hood w Teksasie z listopada 2009, w której to major Nidal Hasan zastrzelił 13 osób. Organizator nieudanego ataku lotniczego z 25 grudnia 2009, w którym to Nigeryjczyk Umar Farouk Abdulmutallab miał się wysadzić w samolocie lecącym z Amsterdamu do Detroit. Znajdował się na amerykańskiej liście najbardziej poszukiwanych terrorystów. W 2010 rząd Jemenu wypowiedział wojnę siatce Al-Ka’idy aktywnej na terytorium tego kraju. Al-Awlaki został zabity 30 września 2011 w wyniku nalotu amerykańskiego samolotu bezzałogowego MQ-1 Predator w jemeńskiej muhafazie Marib. Terroryści śmierć swoich ludzi potwierdzili oficjalnie 10 października 2011. Jego następcą został Nasir al-Wuhajszi.